# Agrotis psammocharis
Agrotis psammocharis is een vlinder uit de familie uilen (Noctuidae). De wetenschappelijke naam is voor het eerst geldig gepubliceerd in 1950 door Boursin.
De soort komt voor in Europa.